# Ronde van Italië 2025/Vijfde etappe
De vijfde etappe van de Ronde van Italië 2025 vond plaats op 14 mei. De Deense klassementsleider Mads Pedersen won zijn derde etappe, nipt voor de Italiaan Edoardo Zambanini.

## Parcours
De etappe startte in Ceglie Messapica. Onderweg waren twee tussensprints in Massafra en Marina di Ginosa en een Red Bull kilometer in Bernalda. De finale van de etappe begon met een klim van de vierde categorie naar Montescaglioso, waarna het parcours over heuvelachtig terrein verder liep naar finishplaats Matera.

## Koersverloop
De eerste aanval van de dag kwam van Giosuè Epis gevolgd door Lorenzo Milesi en Davide Bais, zij vormde ook de vlucht van de dag. Epis won de sprint in Massafra, de tussensprint in Marina di Ginosa en de Red Bull KM in Bernalda. Hierna reden Lorenzo Milesi en Davide Bais weg van Giosuè Epis. Op 32 kilometer van de streep werd Epis weer gegrepen.
Op de Montescaglioso pakte Lorenzo Milesi de bergpunten voor Bais en Jay Vine. Op dertien kilometer van de streep werden de vluchters gegrepen door het peloton. In de massasprint die volgde won Mads Pedersen voor Edoardo Zambanini en Tom Pidcock.

## Uitslagen
| Ceglie Messapica – Matera (151 km) |                   |                               |          |
| Plaats                             | Naam              | Ploeg                         | tijd     |
| Winnaar                            | Mads Pedersen     | Lidl-Trek                     | 3u27'31" |
| 2                                  | Edoardo Zambanini | Bahrain Victorious            | z.t.     |
| 3                                  | Tom Pidcock       | Q36.5                         | z.t.     |
| 4                                  | Orluis Aular      | Movistar                      | z.t.     |
| 5                                  | Filippo Fiorelli  | VF Group-Bardiani CSF-Faizanè | z.t.     |
| 6                                  | Michael Storer    | Tudor                         | z.t.     |
| 7                                  | Quentin Pacher    | Groupama-FDJ                  | z.t.     |
| 8                                  | Brandon Rivera    | INEOS Grenadiers              | z.t.     |
| 9                                  | Damiano Caruso    | Bahrain Victorious            | z.t.     |
| 10                                 | Isaac del Toro    | UAE Team Emirates-XRG         | z.t.     |
|                                    |                   |                               |          |
| 18                                 | Edward Planckaert | Alpecin-Deceuninck            | z.t.     |
| 28                                 | Rick Pluimers     | Tudor                         | z.t.     |

| Algemeen klassement |                       |                         |           |
| Plaats              | Naam                  | Ploeg                   | Tijd      |
| Roze trui           | Mads Pedersen         | Lidl-Trek               | 15u11'52" |
| 2                   | Primož Roglič         | Red Bull-BORA-hansgrohe | + 17"     |
| 3                   | Mathias Vacek         | Lidl-Trek               | + 24"     |
| 4                   | Brandon McNulty       | UAE Team Emirates-XRG   | + 31"     |
| 5                   | Isaac del Toro        | UAE Team Emirates-XRG   | + 32"     |
| 6                   | Juan Ayuso            | UAE Team Emirates-XRG   | + 35"     |
| 7                   | Max Poole             | Picnic PostNL           | + 43"     |
| 8                   | Antonio Tiberi        | Bahrain Victorious      | + 44"     |
| 9                   | Michael Storer        | Tudor                   | + 46"     |
| 10                  | Giulio Pellizzari     | Red Bull-BORA-hansgrohe | + 50"     |
|                     |                       |                         |           |
| 34                  | Thymen Arensman       | INEOS Grenadiers        | + 2'15"   |
| 73                  | Fabio Van den Bossche | Alpecin-Deceuninck      | + 10'12"  |

## Uitvallers
Niet gestart
- Søren Kragh Andersen (Lidl-Trek): Kragh Andersen kwam in de finale van de vierde etappe ten val, waarbij hij zijn pols brak. Hoewel hij die etappe nog uitreed, kwam hij niet meer aan de start van rit vijf.[3]

1e etappe ·
2e etappe ·
3e etappe ·
4e etappe ·
5e etappe ·
6e etappe ·
7e etappe ·
8e etappe ·
9e etappe ·
10e etappe ·
11e etappe ·
12e etappe ·
13e etappe ·
14e etappe ·
15e etappe ·
16e etappe ·
17e etappe ·
18e etappe ·
19e etappe ·
20e etappe ·
21e etappe
Startlijst · Eindstanden · Afbeeldingen